# Fire OS
 (septembre 2020).
Si vous disposez d'ouvrages ou d'articles de référence ou si vous connaissez des sites web de qualité traitant du thème abordé ici, merci de compléter l'article en donnant les références utiles à sa vérifiabilité et en les liant à la section « Notes et références ».
Fire OS est un fork du système d'exploitation mobile Android développé par Amazon pour sa gamme Amazon Fire TV, sa gamme de tablettes Kindle Fire et son smartphone, le Fire Phone.

## Système d'exploitation
Les tablettes et téléphones d'Amazon utilisent leur propre système d'exploitation qui est un fork d'Android  fondé sur un noyau Linux.

## Navigateur web
Les tablettes Fire et les Fire phone ont comme navigateur le navigateur Silk qui utilise Bing comme moteur de recherche.